# Финские парни
«Фи́нские па́рни» (эст. soomepoisid) — общее название эстонцев-военнослужащих Финских вооружённых сил во время Второй мировой войны. Численность этого контингента составила около 3500 человек, 336 из них погибли в боевых действиях в составе разных армий.

## История
Эстонские добровольцы в Финляндии появились во время советско-финской войны 1939—1940 гг. Их участие в боевых действиях было нелегальным, поскольку Эстония объявила нейтралитет, и до фронта большинство из них не добралось.
В изданной в 1996 году «Эстонской энциклопедии» приведено утверждение финского историка Сеппо Зеттерберга и эстонского историка Магнуса Ильмъярва (Magnus Ilmjärv), что в «зимней войне» участвовало около 1000 эстонцев. Данные самих «финских парней» (изданная в 1973 году в Торонто книга «Финские парни» объёмом 427 страниц, авторы Эвальд Уусталу и Рейн Моора), говорят о значительно меньшей цифре — всего около 60 человек.
В июне 1941 года сформированная из эстонцев на территории Финляндии разведгруппа «Эрна» была десантирована на эстонскую территорию в тыл Красной армии, сражавшейся с наступавшими частями фашистской Германии. После оккупации Эстонии немцами «Эрна» была расформирована, часть её военнослужащих вернулась в Финляндию и была определена в разведку.
Массовое бегство эстонцев в Финляндию в 1943 году было вызвано скрытно начавшейся мобилизацией немецкими оккупационными властями всех мужчин 1919—1924 годов рождения на военную службу. На них оказывалось давление для «добровольного» вступления в немецкую армию и их в основном определяли во вспомогательные части или на предприятия военной промышленности. В 1943 году был сформирован эстонский пехотный полк (JR 200) в составе двух пехотных батальонов, летом 1944 года он принял участие в боях против Красной армии на Карельском перешейке. Эстонские добровольцы служили также в частях финской армии и финских военно-морских сил. Все они в августе 1944 года были демобилизованы в связи с тем, что Финляндия готовилась заключить мир с СССР. Большинство из них вернулось в Эстонию, но несколько сотен человек с согласия финских властей позже переправились в Швецию.
Из «финских парней» были сформированы два батальона СС, один из которых участвовал в боях с частями Советской армии на реке Эмайыги. «Финские парни» оказали вооруженное сопротивление и отступающим немцам, которые пытались эвакуировать их в Германию. Активные военные действия на Тартуском фронте приостановились на три недели, благодаря чему на запад смогли эмигрировать 75 000—80 000 эстоноземельцев.
7 сентября 1991 года была основана неправительственная общественная организация «Гильдия JR 200». 21 февраля 1996 года название было изменено на «Ассоциацию финских парней». Цель Ассоциации развивать традиции «финских парней», улучшать условия жизни их вдов и развивать сотрудничество с другими подобными организациями.
В эстонском посёлке Экси создан Музей финских парней. В экспозиции музея выставлена форменная одежда, снаряжение, оружие и награды.
Данные о «финских парнях», приведённые эстонским священником, теологом и историком Велло Сало:
| Финские парни           | Чел.       |
| ----------------------- | ---------- |
| Известны поимённо       | 3344       |
| Военная судьба известна | 3262       |
| Судьба неизвестна       | 82         |
| Военные потери          | 336        |
| ...в Финляндии          | 181        |
| ...в Эстонии            | 131        |
| ...в Норвегии           | 1          |
| ...в немецкой армии     | 19         |
| ...в советской армии    | 4          |
| Войну пережили          | 2926       |
| ...остались в Эстонии   | 1582       |
| ....погибли в СССР      | 166        |
| ...уехали на запад      | 1344       |
| Насильственная смерть   | 502 (16 %) |

В число «финских парней», сделавших впоследствии карьеру в Советской Эстонии, в частности входят:
- Уно Ярвела, ставший профессором Таллинской консерватории (1988) и народным артистом Эстонской ССР (1976)[4],
- Айн Каалеп, ставший заслуженным писателем Эстонской ССР (1986)[1],
- Юхан Росс, избранный академиком ВАСХНИЛ (1986)[5].